# Georg Christian Nanne
Georg Christian Nanne (* 1791 in Dannenberg; † 1862 in Hannover) war ein deutscher Verwaltungsjurist.

## Leben
Georg Christian Nanne war Sohn des früh verstorbenen hannöverschen Verwaltungsjuristen und Amtsschreibers Georg Heinrich Friedrich Nanne (1761–1795) und seiner Ehefrau Carstine Dorothea Catharina geb. Hencke aus Schwarzenbek. 
Nanne besuchte bis Michaelis 1809 das Katharineum zu Lübeck und studierte danach Rechtswissenschaften an der Universität Göttingen. In Göttingen wurde er ausweislich studentischer Stammbücher wohl im Jahr 1810 Mitglied des Corps Hannovera Göttingen. An den Befreiungskriegen nahm er 1813 bis 1815 als Freiwilliger teil und kämpfte in der Schlacht bei Waterloo. Er trat sodann in den Verwaltungsdienst des Königreichs Hannover ein und wurde 1818 Amtsassessor in Ämtern Liebenburg, Hannover, Medingen, Harburg und Neuhaus. 1836 wurde er zum Amtmann im Amt Moisburg ernannt und später in das Amt Wustrow versetzt. 1853 ging er in den Ruhestand. Nanne war verheiratet und hatte einen Sohn, den Juristen und Landwirt Georg Ludwig Otto Nanne.

## Auszeichnungen
- Waterloo-Medaille
- Kriegsdenkmünze für die, im Jahre 1813 freiwillig in die Hannoversche Armee eingetretenen Krieger[5]